# 꽃, 다시 첫 번째
《꽃, 다시 첫 번째》는 박지윤의 7번째 정규앨범으로 6년간의 공백기 이후의 첫 작품이다.
이 앨범에서 박지윤은 2곡을 직접 작사, 작곡하기도 했다. 타이틀곡은 〈바래진 기억에〉이다.

## 트랙 리스트
1. 안녕
2. 봄,여름 그 사이
3. 바래진 기억에
4. 4월16일
5. 그대는 나무 같아
6. 잠꼬대
7. 봄눈
8. 돌아오면돼
9. 괜찮아요